# 1936–1937-es olasz labdarúgókupa
Az 1936–1937-es olasz labdarúgókupa az olasz kupa 4. kiírása. A kupát a Genoa nyerte meg először.

## Eredmények

### Első forduló
| 1. csapat      | Eredmény | 2. csapat    |
| -------------- | -------- | ------------ |
| Anconitana     | 5–2      | Rimini       |
| Asti           | 3–1      | Acqui        |
| Corniglianese  | 0–1      | Sestrese     |
| Entella        | 2–1      | Andrea Doria |
| Foggia         | 2–0      | Benevento    |
| Forlì          | 2–1      | Forlimpopoli |
| Parma          | 2–1      | Monza        |
| SPAL           | 4–1      | Carpi        |
| Reggiana       | 2–1      | Varese       |
| Tosi Taranto   | 1–2      | Lecce        |
| Udinese Calcio | 4–3      | Vicenza      |
| Vigevano       | 2–1      | Legnano      |

### Második forduló
A fordulóban csatlakozó csapatok: Bagnolese, Baracca Lugo, Biellese, Carrarese, Cerignola, Civitavecchia, Cosenza, Crema, Cusiana, Derthona,  Falck Sesto S. Giovanni, Fanfulla Lodi, Fano, Fiumana, Fortitudo Trieste, Gallaratese, Grion Pola, Grosseto, Imperia, Jesi, Le Signe, Lecce, M.A.T.E.R. Roma, Maceratese, Manfredonia, Mantova, Marzotto Valdagno, Molfetta, Padova, Piacenza, Pinerolo, Piombino, Pistoiese, Pontedecimo, Pontedera, Ponziana Trieste, Potenza, Prato, Pro Gorizia, Pro Patria, Ravenna, Rivarolese, Rovigo, Salernitana, Sanremese, Savona, Seregno, SIAI Marchetti Sesto C., Siena, Taranto, Treviso, Vado.
| 1. csapat               | Eredmény             | 2. csapat              |
| ----------------------- | -------------------- | ---------------------- |
| Fiumana                 | 2–0                  | Udinese                |
| SPAL                    | 3–4 (hu.)            | Rovigo                 |
| Fortitudo Trieste       | 1–2                  | Pro Gorizia            |
| Treviso                 | 1–2 (hu.)            | Marzotto Valdagno      |
| Padova                  | 2–0                  | Grion Pola             |
| Mantova                 | 4–0                  | Ponziana Trieste       |
| Fanfulla Lodi           | 5–1                  | Falck Sesto S.Giovanni |
| Vigevano                | 4–0                  | Cusiana                |
| Parma                   | 4–3                  | Biellese               |
| Ravenna                 | 5–2 (hu.)            | Baracca Lugo           |
| Piacenza                | 5–1                  | Gallaratese            |
| SIAI Marchetti Sesto C. | 2–0                  | Pro Patria             |
| Reggiana                | 4–2                  | Lecco                  |
| Seregno                 | 3–1                  | Crema                  |
| Savona                  | 2–1 (hu.)            | Pinerolo               |
| Sanremese               | 4–0                  | Asti                   |
| Entella                 | 1–0                  | Rivarolese             |
| Carrarese               | 1–1 (hu.) 0–21       | Derthona               |
| Sestrese                | 2–1                  | Vado                   |
| Pontedecimo             | 2–1                  | Imperia                |
| Anconitana              | 4–3                  | Pontedera              |
| Maceratese              | 4–3 (hu.)            | Fano                   |
| Siena                   | 3–0                  | Prato                  |
| Jesi                    | 6–3                  | Piombino               |
| Le Signe                | 2–1                  | Grosseto               |
| Pistoiese2              | 0–0 (hu.) 0–01 (hu.) | Forlì                  |
| Civitavecchia           | 1–1 (hu.) 0–41       | Molfetta               |
| Foggia                  | 4–0                  | Bagnolese              |
| Lecce                   | 2–1                  | Salernitana            |
| M.A.T.E.R. Roma         | 0–0 (hu.) 1–11 (hu.) | Cerignola2             |
| Manfredonia             | 0–2                  | Potenza                |
| Taranto                 | 1–2                  | Cosenza                |

1 - Megismételt mérkőzés.

2 - Továbbjutott.

### Harmadik forduló
| 1. csapat   | Eredmény             | 2. csapat               |
| ----------- | -------------------- | ----------------------- |
| Fiumana     | 3–0                  | Rovigo                  |
| Pro Gorizia | 2–1                  | Marzotto Valdagno       |
| Padova      | 3–3 (hu.) 0–01 (hu.) | Mantova2                |
| Vigevano    | 0–1                  | Fanfulla Lodi           |
| Parma       | 3–0                  | Ravenna                 |
| Piacenza    | 4–0                  | SIAI Marchetti Sesto C. |
| Reggiana    | 3–1 (hu.)            | Seregno                 |
| Savona      | 0–0 (hu.) 1–31 (hu.) | Sanremese               |
| Entella     | 9–0                  | Derthona                |
| Sestrese    | 2–1                  | Pontedecimo             |
| Maceratese  | 1–2 (hu.)            | Anconitana              |
| Siena       | 2–5                  | Jesi                    |
| Le Signe    | 1–3                  | Pistoiese               |
| Molfetta    | 5–2                  | Foggia                  |
| Lecce       | 0–0 (hu.) 0–21       | Cerignola               |
| Potenza     | 4–0                  | Cosenza                 |

1 - Megismételt mérkőzés.

2 - Továbbjutott.

### Negyedik forduló
A fordulóban csatlakozó csapatok: Atalanta, Brescia, Catania, Catanzarese, Cremonese, L'Aquila, Livorno, Messina, Modena, Palermo, Pisa, Pro Vercelli, Spezia, Venezia, Verona, Viareggio.
| 1. csapat  | Eredmény             | 2. csapat     |
| ---------- | -------------------- | ------------- |
| Mantova    | 0–1                  | Fiumana       |
| Verona     | 3–1                  | Pro Gorizia   |
| Catania    | 1–0                  | Cerignola     |
| Jesi       | 2–2 (hu.) 0–31       | Fanfulla Lodi |
| Parma      | 0–1                  | L'Aquila      |
| Piacenza   | 3–1                  | Viareggio     |
| Reggiana   | 4–2                  | Messina       |
| Sanremese  | 3–0                  | Pro Vercelli  |
| Pisa       | 6–2                  | Entella       |
| Sestrese   | –2                   | Pistoiese     |
| Anconitana | 4–1                  | Catanzarese   |
| Livorno    | 4–0                  | Atalanta      |
| Venezia    | 4–2                  | Modena        |
| Spezia3    | 2–2 (hu.) 2–21 (hu.) | Cremonese     |
| Brescia    | –2                   | Molfetta      |
| Palermo    | 1–0                  | Potenza       |

1 - Megismételt mérkőzés.

2 - A mérkőzést nem játszották le.

3 - Továbbjutott.

### Ötödik forduló
A fordulóban csatlakozó csapatok: Alessandria, Ambrosiana, Bari, Bologna, Fiorentina, Genoa, Lazio, Lucchese, Juventus, Milan, Napoli, Novara, Roma, Sampierdarenese, Torino, Triestina.
| 1. csapat       | Eredmény       | 2. csapat     |
| --------------- | -------------- | ------------- |
| Ambrosiana      | 4–3            | L'Aquila      |
| Sanremese       | 2–0            | Verona        |
| Anconitana      | 1–1 (hu.) 0–21 | Fanfulla Lodi |
| Spezia          | 1–0            | Brescia       |
| AS Roma         | 2–1            | Triestina     |
| Torino          | 3–0            | Novara        |
| Napoli          | 5–2            | Sestrese      |
| Lucchese        | 0–1            | Juventus      |
| Genoa           | 5–0            | Lazio         |
| Reggiana        | 2–3            | Palermo       |
| Sampierdarenese | 1–0            | Bologna       |
| Catania         | 3–1 (hu.)      | Fiorentina    |
| Livorno         | 6–2            | Piacenza      |
| Fiumana         | 2–3            | Bari          |
| Milan           | 4–0            | Alessandria   |
| Pisa            | 0–2            | Venezia       |

1 - Megismételt mérkőzés.

### Nyolcaddöntő
| 1. csapat       | Eredmény       | 2. csapat  |
| --------------- | -------------- | ---------- |
| Sanremese       | 1–3            | Ambrosiana |
| Fanfulla Lodi   | 0–0 (hu.) 1–31 | Spezia     |
| Roma            | 3–1            | Torino     |
| Napoli          | 2–1            | Juventus   |
| Genoa           | 4–0            | Palermo    |
| Sampierdarenese | 3–4            | Catania    |
| Livorno         | 1–2            | Bari       |
| Milan           | 2–0            | Venezia    |

1 - Megismételt mérkőzés.

### Negyeddöntő
| 1. csapat  | Eredmény       | 2. csapat |
| ---------- | -------------- | --------- |
| Ambrosiana | 7–1            | Spezia    |
| Napoli     | 0–1            | Roma      |
| Bari       | 2–2 (hu.) 1–31 | Milan     |
| Genoa      | 4–0            | Catania   |

1 - Megismételt mérkőzés.

### Elődöntő
| 1. csapat  | Eredmény       | 2. csapat |
| ---------- | -------------- | --------- |
| Ambrosiana | 0–2            | Roma      |
| Milan      | 1–1 (hu.) 1–21 | Genoa     |

1 - Megismételt mérkőzés.

### Döntő
| 1937. június 6. |

| Genoa     | 1–0   | Roma |
| --------- | ----- | ---- |
| Torti 79' | (0–0) |      |

| Artemio Franchi Stadion, Firenze Nézőszám: – Játékvezető: Francesco Mattea |

| Az 1936–1937-es olasz labdarúgókupa győztese: |
| --------------------------------------------- |
| Genoa 1. cím                                  |